# Une vie (Guy de Maupassant)
Une vie is de debuutroman van de Franse schrijver Guy de Maupassant. De roman verscheen in 1883 als feuilleton in het Franse dagblad Gil Blas. Later in datzelfde jaar werd het ook in boekvorm uitgegeven.
De roman vertelt het leven van Jeanne, de dochter van een baron. Op haar zeventiende verlaat ze het klooster in Rouen, om bij haar ouders op het kasteel, aan de Normandische kust te gaan wonen. Ze trouwt met Julien de Lamare. Al snel verandert het huwelijk in een sleur, waarbij Julien vreemdgaat. Jeanne haalt alleen nog geluk uit de opvoeding van hun zoon Paul.
Het verhaal is tweemaal verfilmd: in 1958 door Alexandre Astruc, en in 2016 door Stéphane Brizé.